# Liang Shiyi
Liang Shiyi (idioma chino: 梁士詒; 5 de mayo de 1869-9 de abril de 1933) fue un político chino activo durante el gobierno de Beiyang y en el Imperio de Yuan Shikai. Fue primer ministro de la República de China entre 1921 y 1922.
Nació en Sanshui en la provincia de Guangdong. Hacia 1889 aprobó el examen imperial en el grado de maestro, y durante los últimos años de la dinastía Qing ocupó cargos menores en el gobierno. En 1903 conoció a Yuan Shikai y se hizo un gran aliado de este, también participó en el levantamiento de Wuchang en 1911.
Tras la fundación de la República de China, en marzo de 1912 fue nombrado secretario del presidente Yuan, y en mayo del mismo año fue presidente del Banco de Comunicaciones. Posteriormente Liang se hizo cargo del llamado Bando de Comunicaciones que comenzó a controlar el gobierno de Beiyang y fue la principal influencia en las aspiraciones imperiales de Yuan en 1915. Durante la restauración imperial, Liang apoyó al nuevo emperador en la Guerra de Protección Nacional.
Tras la caída del imperio y la muerte de Yuan en junio de 1916, el presidente Li Yuanhong ordenó el arresto de los ocho monárquicos principales del corto régimen imperial de Yuan, provocando la huida de Liang a Hong Kong. No fue hasta febrero de 1918 que regresó a China luego de otorgársele la amnistía por parte del gobernante bando Anhui. 
En diciembre de 1921 fue nombrado presidente del Gobierno cuando Jin Yunpeng fue forzado a renunciar; sin embargo, su gobierno fue motivo de disputa entre su aliado, Zhang Zuolin y su detractor, Wu Peifu. Liang sólo pudo gobernar hasta el 25 de enero de 1922, cuando debió renunciar de manera forzosa por presiones de Wu. Esta acción fue el detonante de la Primera Guerra Zhili-Fengtian, en donde el bando Zhili de Wu obtuvo la victoria. Liang, no participó en la guerra ya que abandonó Pekín y huyó a Japón por razones de enfermedad. 
En marzo de 1925 durante la administración de Duan Qirui regresó a China y fue nombrado en varios puestos gubernamentales. No obstante, con el colapso del gobierno de Beiyang tras la Expedición al Norte en 1928 y el ascenso al poder del Guomindang, fue nuevamente requerido por la justicia y huyó a Hong Kong. En 1932 y tras la invasión japonesa a Manchuria, se le otorgó el perdón y fue invitado a colaborar con el Gobierno nacionalista. Falleció en Shanghái al año siguiente.
| Predecesor: Yan Huiqing | Premier de la República de China 1921 - 1922 | Sucesor: Yan Huiqing |